# 三·八
《三·八》，是一部由爆炸戲棚出品的香港粵語音樂劇，於2025年6月13至22日在戲曲中心大劇院公演，共13場。此劇雲集多家公司的藝人主演，也是2020年代首個由兩個電視台無綫電視及Viu TV旗下藝人、分屬4個音樂組合成員合演的作品，因而成為焦點。

## 製作
此劇源於鄭丹瑞創作的電影劇本，但一直未有機會開拍，後來被來自舞台劇界的後輩友人陳恩碩看中，建議改編為此音樂劇。此劇由陳恩碩的劇團「爆炸戲棚」出品及製作，由他自任出品人及監製，以往他通常包辦劇作的編劇及導演工作，此劇是繼2023年的《大象的告別式》後他再次退居監製。劇本交由編劇李智達進行改編，導演則由詹瑞文擔任，Philia Yuen 袁愛欣任音樂總監。

### 選角
此劇雲集多家公司的藝人主演，其中包括競爭關係明顯的兩個電視台無綫電視及Viu TV，因而成為焦點。當中大部分人均是首次演出舞台劇。

## 故事大綱
38歲、28歲、18歲的三個女人，分別為著大不透的丈夫、乏味的戀愛關係、對出pool的渴求而煩惱。街道上心神恍惚的三人，釀成了一宗嚴重交通意外。她們在十字路口指罵着對方之際，回頭一看，才驚覺自己的肉身被救護員抬上了救護車。肉體昏迷不醒……眼見死神經已在醫院的角落向他們招手……但她們各自卻埋藏著一個在離開世界前必須解決的秘密……

## 演員表
- 連詩雅 飾 嘉雯
- 姚焯菲 飾 Bae

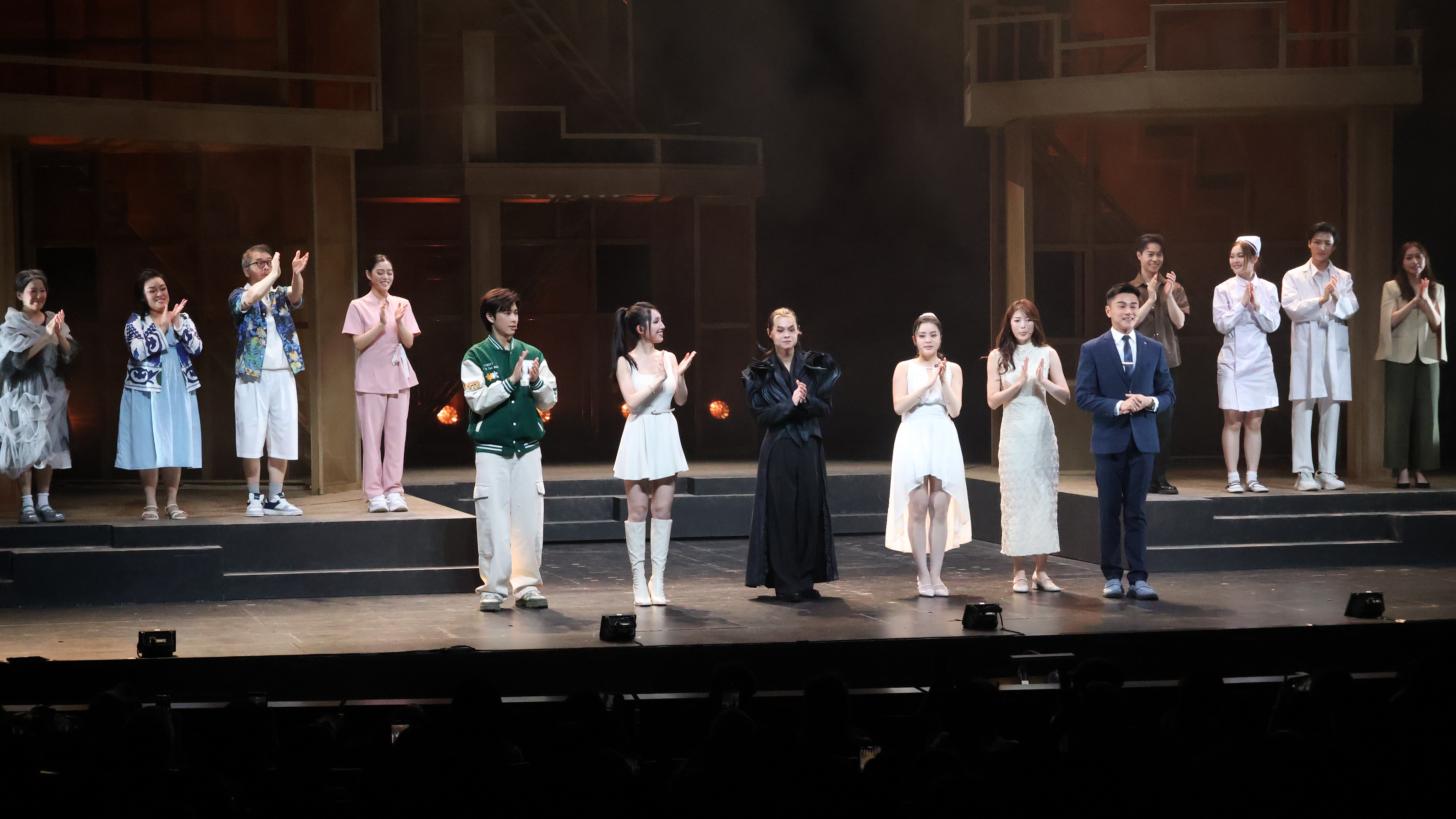
《三·八》眾演員謝幕，攝於第七場（2025年6月18日晚）

- 陳海兒 / 陳泳伽@COLLAR 飾 陳樂芝（芝芝）（輪替同一角色）
- 邱傲然@MIRROR 飾 死神
- 黃浩然 飾 子朗
- 吳啟洋@P1X3L 飾 阿熙
- 其他演員包括特邀演出的蔡愷穎、黃星綽，以及爆炸戲棚旗下演員李明珠、葉運強、鍾韶瀠、楊皓鈞、趙璟麟、張詠怡、連佳麗、易彥筠、陳玉幸、彭晞晴。[4]

## 音樂
此劇的類型是點唱機音樂劇。除了原創歌曲，亦使用了近20首非原創的流行歌曲，其中《相信一切都是最好的安排》一曲為全劇主旨。
| 分場       | 歌名                   | 原唱者                 | 備註 |
| ---------- | ---------------------- | ---------------------- | --- |
| 序幕、終幕 | 相信一切都是最好的安排 | 陳蕾                   | 歌詞訊息為此劇主旨。                                                                                       |
| 第1c場     | Elevator               | 呂爵安                 | |
| 第2b場     | 只要和你在一起         | 連詩雅                 | |
| 第4b場     | Will You Be My Lover   | 姚焯菲                 | |
| 第5場      | 猛龍特警隊             | 石修                   | |
| 第6a場     | Live The Way I Want    | 邱傲然                 | |
| 第6b場     | 那邊見                 | Swing                  | |
| 第7場      | 羅生門                 | 麥浚龍、謝安琪         | |
| 第8a場     | 有效日期               | 郭富城                 | |
| 第9a場     | 戀愛預告               | 陳百強（另有林珊珊版） | 姚焯菲參加選秀節目《聲夢傳奇》時曾翻唱，成為其代表作，其影片為YouTube 2021年度香港區「十大熱門音樂影片」。 |
| 第9b場     | 甜蜜蜜                 | 薛凱琪                 | |
| 第11場     | 漸漸地                 | 吳啟洋                 | 吳啟洋個人出道單曲。                                                                                       |
| 第12b場    | 本應                   | 林峯、連詩雅           | 此部份歌曲在正式演出時有改動，改為連詩雅《愛情事》                                                         |
| 第13場     | 初心小島               | 姚焯菲                 | |
| 第14b場    | 一手造成               | 陳泳伽                 | 陳泳伽個人出道單曲。                                                                                       |
| 第15場     | 我們都是這樣長大的     | 鄭秀文                 | |
| 第16場     | 再不再見               | C AllStar              | |

## 備註
1. ↑  參考場刊之〈歌曲分場表〉及其他來源[13][12][4][8]。